# Thelema.6
Thelema.6 é o quinto álbum de estúdio da banda polonesa de Black/Death Metal Behemoth.

## Lista de faixas
Todos os arranjos são creditados a Behemoth.
| N.º | Título                                                 | Letras              | Música        | Duração |  |
| 1.  | "Antichristian Phenomenon"                             | Nergal              | Nergal        | 4:41    |  |
| 2.  | "The Act of Rebellion"                                 | Nergal              | Nergal        | 3:49    |  |
| 3.  | "Inflamed with Rage"                                   | Nergal              | Nergal        | 3:14    |  |
| 4.  | "ΠΑΝ ΣΑΤΥΡΟΣ"                                          | Krzysztof Azarewicz | Nergal        | 4:25    |  |
| 5.  | "Natural Born Philosopher"                             | Nergal              | Nergal        | 4:00    |  |
| 6.  | "Christians to the Lions"                              | Nergal              | Nergal        | 3:03    |  |
| 7.  | "Inauguration of Scorpio Dome"                         | Krzysztof Azarewicz | Nergal, Havoc | 3:07    |  |
| 8.  | "In the Garden of Dispersion"                          | Krzysztof Azarewicz | Nergal, Havoc | 3:23    |  |
| 9.  | "The Universe Illumination (Say 'Hello' to My Demons)" | Nergal              | Nergal        | 3:33    |  |
| 10. | "VINVM SABBATI"                                        | Krzysztof Azarewicz | Nergal        | 3:26    |  |
| 11. | "23 (The Youth Manifesto)"                             | Nergal              | Nergal        | 4:01    |  |
| 12. | "The End"                                              | Nergal              | Nergal        | 0:30    |  |

| faixas bônus |                                      |                  |             |         |  |
| N.º          | Título                               | Letras           | Música      | Duração |  |
| 13.          | "Malice"                             | Nergal           | Nergal      | 2:24    |  |
| 14.          | "Satanas" (Sarcófago cover)          | Wagner Lamounier | Sarcófago   | 2:07    |  |
| 15.          | "Hallo Spaceboy" (David Bowie cover) | David Bowie      | David Bowie | 3:27    |  |
| 16.          | "From the Pagan Vastlands"           | Tomasz Krajewski | Nergal      | 3:08    |  |

## Créditos
- Nergal - Vocal, Guitarra
- Havoc - Guitarra
- Inferno - Bateria

- Marcin "Novy" Nowak – baixo
- Maciej Niedzielski  – sintetizador
- Łukasz "Mr. Jashackh" Jaszak –  samples